# 住吉站 (東京都)
住吉站（日语：／ Sumiyoshi eki */?）是位於日本東京都江東區，屬於東京都交通局（都營地下鐵）、東京地下鐵的鐵路車站。
此站有都營地下鐵的新宿線與東京地下鐵的半藏門線停靠，是轉乘站。各自設有車站編號，新宿線是S 13、半藏門線是Z 12。
東京都交通局的所在地是住吉二丁目、東京地下鐵是猿江二丁目。

## 歷史
- 1978年（昭和53年）12月21日：都營新宿線住吉站開業。
- 2003年（平成15年）3月19日，帝都高速度交通營團半藏門線住吉站開業，為轉乘站[1]。
- 2004年（平成16年）4月1日，東京地下鐵成立，東京地下鐵和都營地下鐵實施車站代碼，住吉站為都營新宿線的S-13；半藏門線的Z-12。
- 2018年（平成30年）10月13日：都營地下鐵新宿線月台啟用月台閘門[2]。

## 車站構造

### 東京都交通局
本站位於新大橋通與四目通交差點下方，是對向式月台2面2線的地下車站。新宿側有緊急時刻讓列車折返的單向橫渡線。
在半藏門線通車以前，剪票口位於地下1樓，之後為了方便半藏門線轉乘而移至地下2樓，同時地下1樓改為站外大廳。現在兩月台分別有不同的剪票口，且站內無通道可來往兩月台。

#### 月台配置
| 月台 | 路線   | 目的地                     | 備註                                                  |
| ---- | ------ | -------------------------- | ----------------------------------------------------- |
| 1    | 新宿線 | 馬喰橫山、新宿、京王線方向 | 新宿站直通 京王線直通 （新宿～笹塚站間直通 京王新線） |
| 2    | 新宿線 | 大島、本八幡方向           |                                                       |

（來源：都營地下鐵:車站構內圖（页面存档备份，存于））

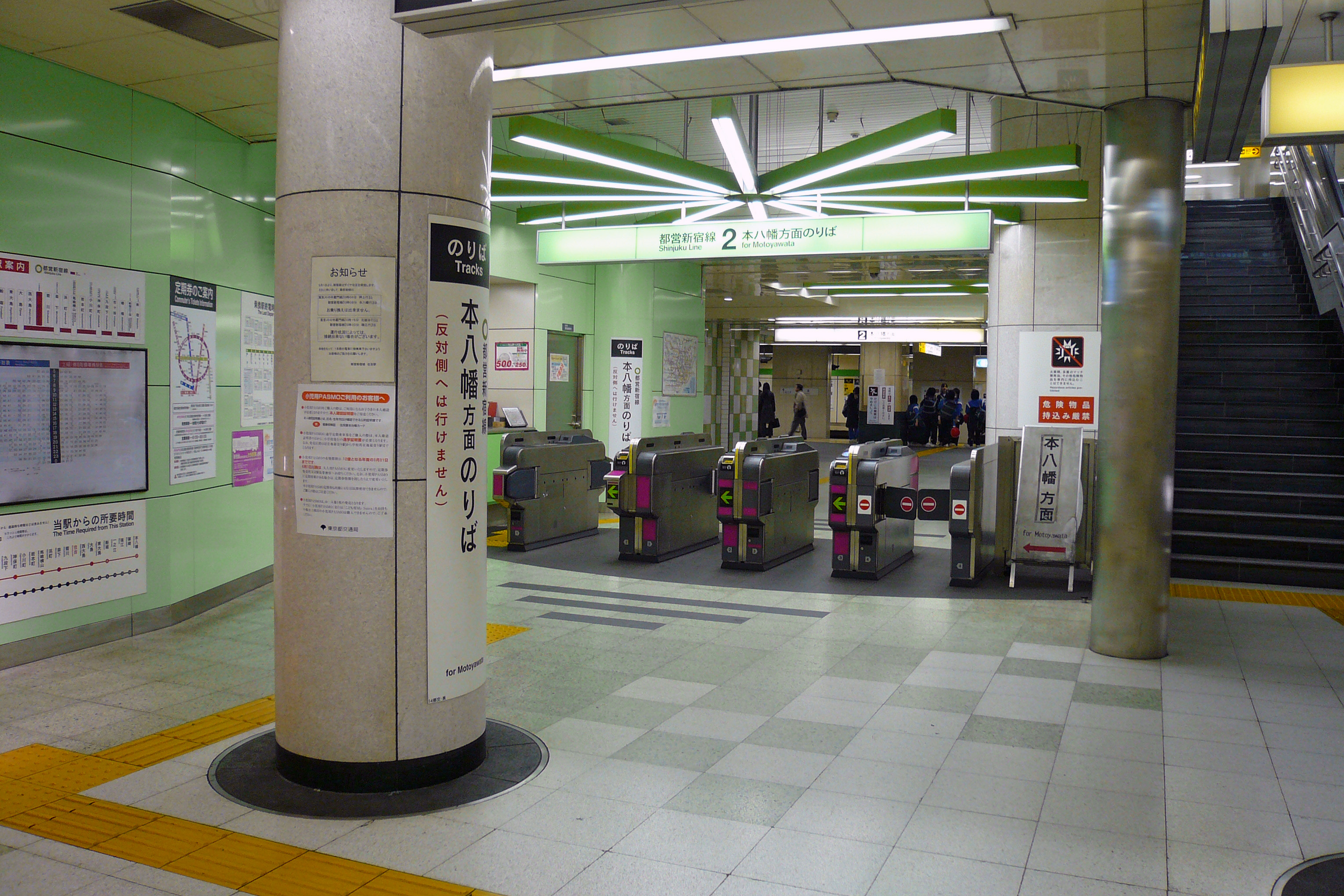
都營新宿線閘口（2007年3月26日）
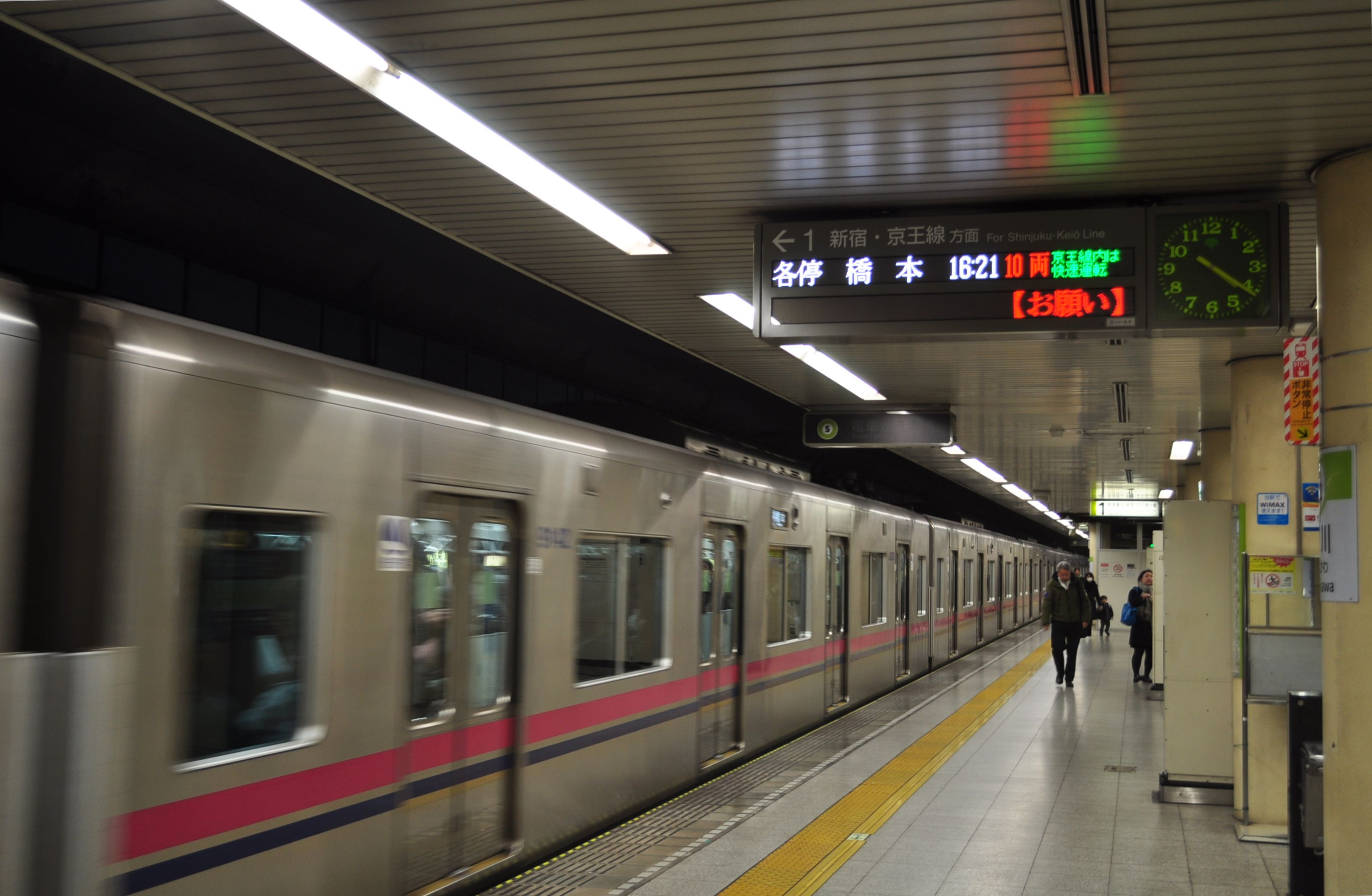
都營新宿線上行線月台（2018年3月10日攝）
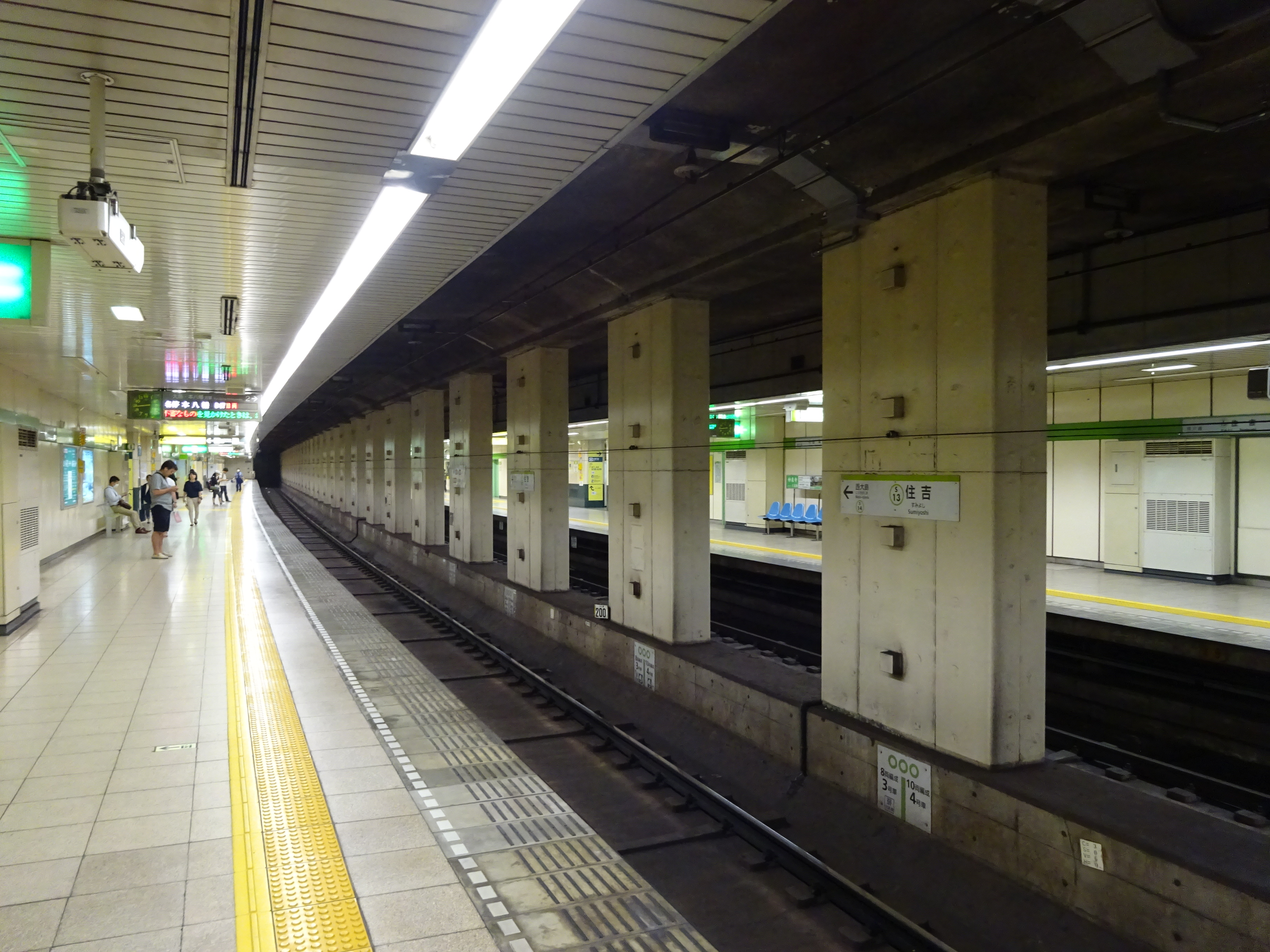
都營新宿線月台（2016年6月18日）

### 東京地下鐵
為2層構造的地下車站，地下3樓為1號月台，地下4樓為2號月台，皆為島式月台1面2線配置。兩個島式月台皆使用單邊線路，另一側皆作為留置線使用，並設有柵欄。但當未來有樂町線延伸時（東京直結鐵道），留置線那側將會改為月台。有樂町線豐洲站也是具有相同構造。但目前尚未有具體計畫。
剪票口位於地下2樓，共有2處，可與都營新宿線同層轉乘。但由於都營新宿線的配置，無法直通對向月台。

#### 月台配置
| 月台 | 路線     | 目的地                                     |
| ---- | -------- | ------------------------------------------ |
| 1    | 半藏門線 | 大手町、澀谷、中央林間方向                 |
| 2    | 半藏門線 | 押上〈晴空塔前〉、北千住、久喜、南栗橋方向 |

（來源：東京地下鐵:構內圖（页面存档备份，存于））

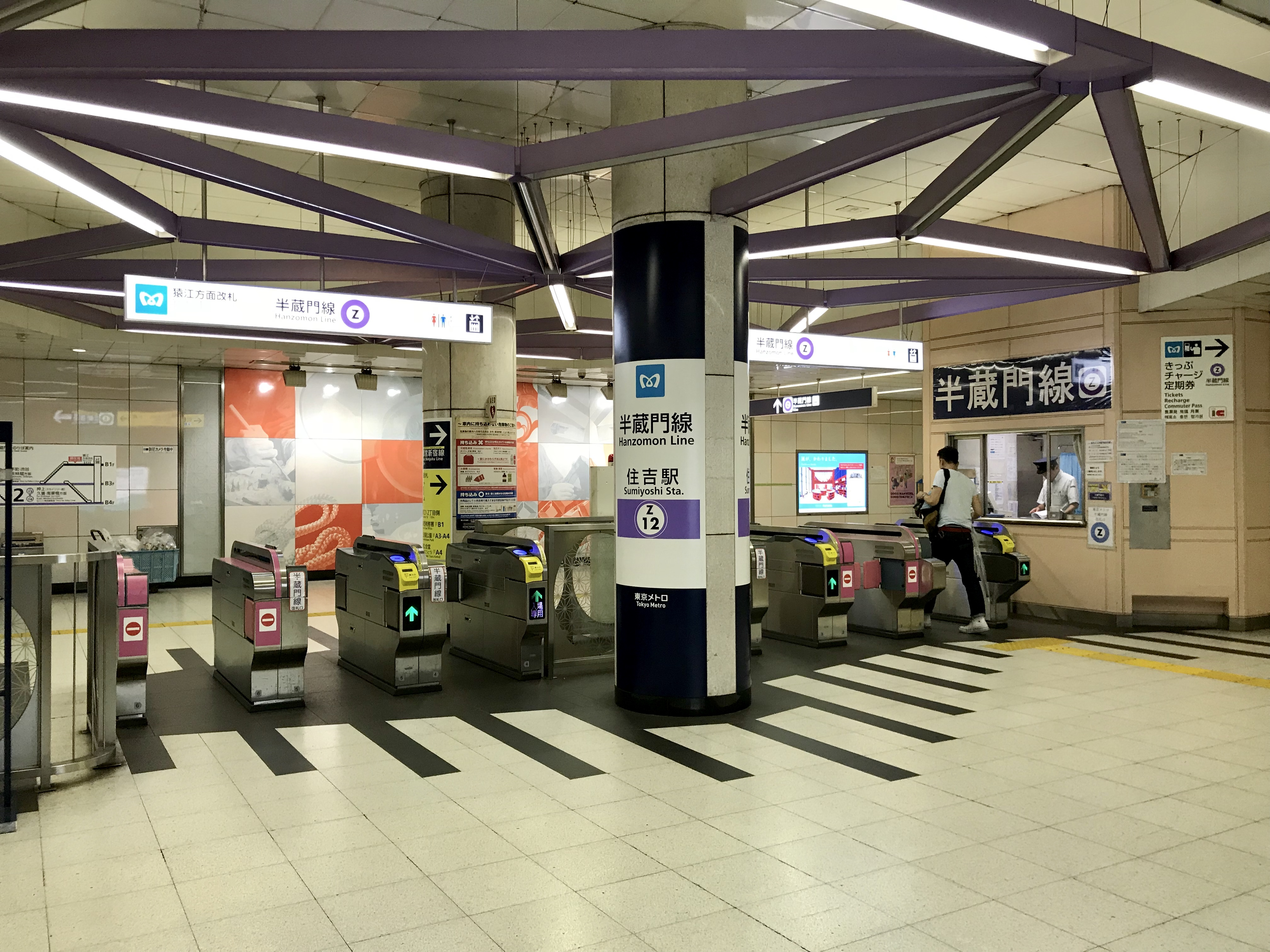
猿江方向閘口（2018年9月15日）
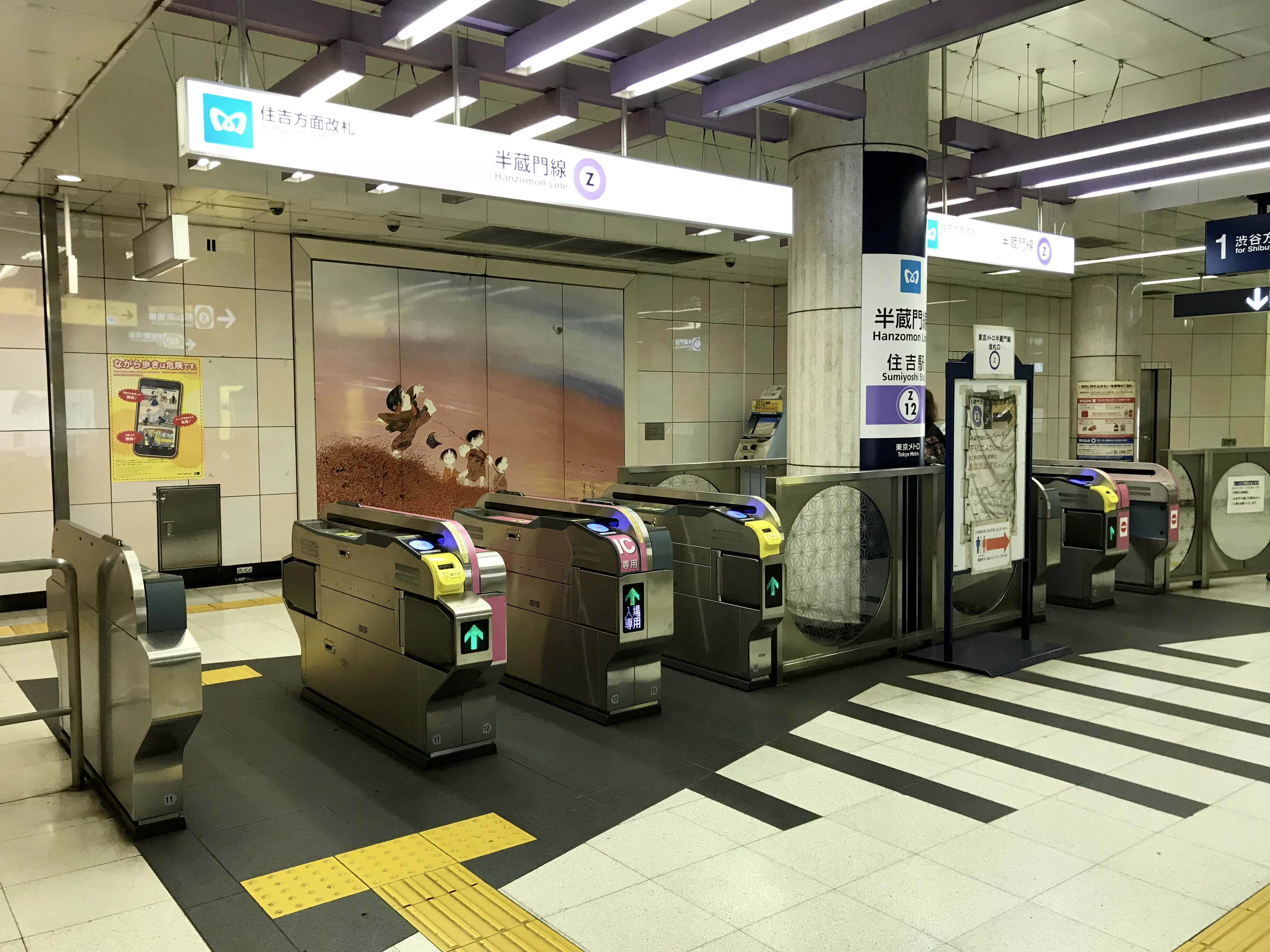
住吉方向閘口（2018年9月15日）
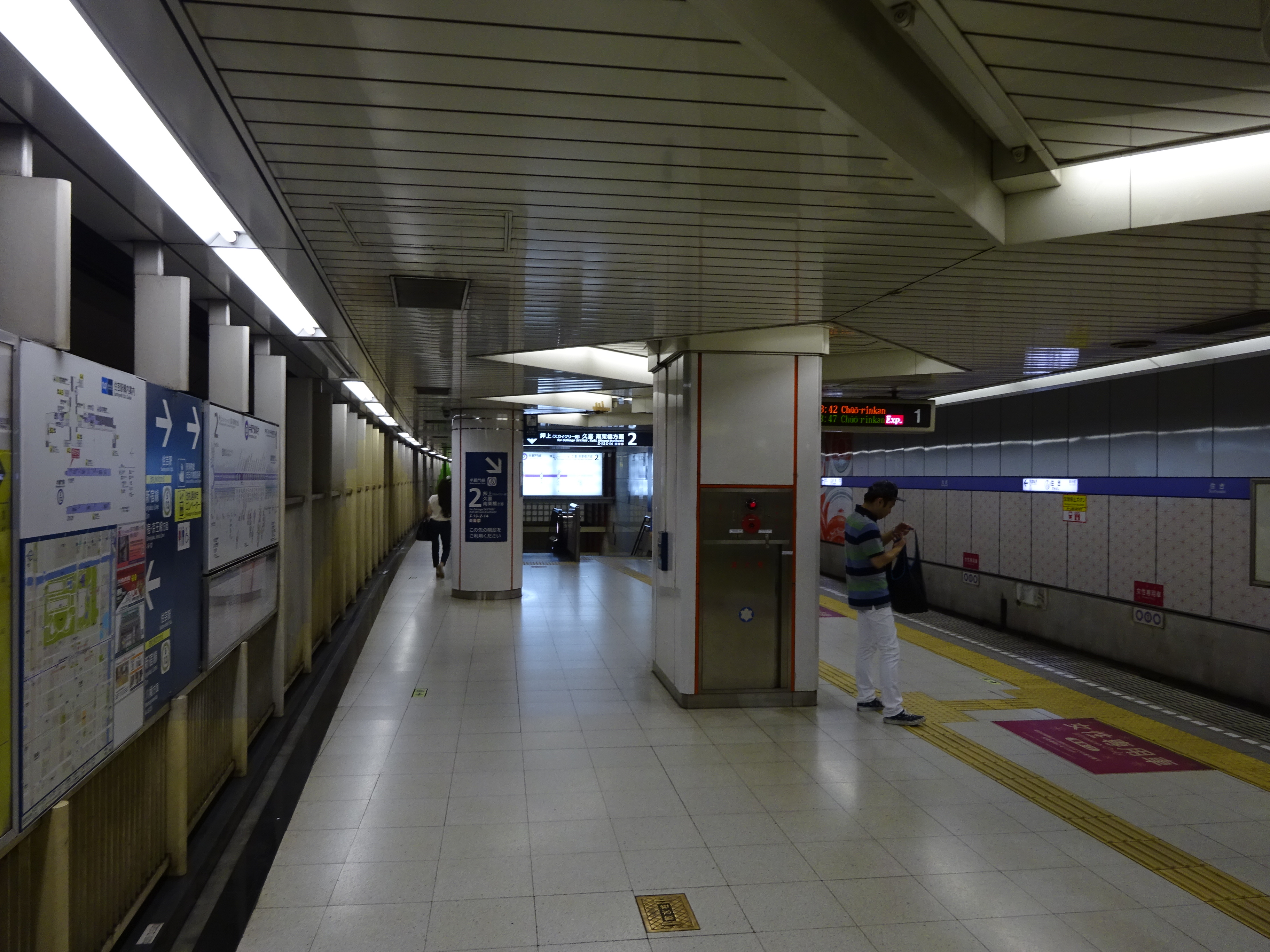
半藏門線月台（2016年6月18日）

平日、假日有1～2班本站始發往中央林間、長津田的班次。

## 利用狀況
- 都營地下鐵 - 2017年度1日平均上下車人次為44,268人（上車人次22,153人，下車人次22,115人）[利用客数 1]。
- 東京地下鐵 - 2017年度1日平均上下車人次為57,015人[利用客数 2]。開業前預估為16,000人。

### 各年度1日平均上下車人次
近年1日平均上下車人次推移如下表。
| 年度               | 都營地下鐵         | 都營地下鐵 | 營團 / 東京地下鐵  | 營團 / 東京地下鐵 |
| 年度               | 1日平均 上下車人次 | 增長率     | 1日平均 上下車人次 | 增長率            |
| ------------------ | ------------------ | ---------- | ------------------ | ----------------- |
| 2002年（平成14年） |                    |            | 13,999             |                   |
| 2003年（平成15年） | 28,091             |            | 22,813             | 63.0%             |
| 2004年（平成16年） | 29,302             | 4.3%       | 27,081             | 18.7%             |
| 2005年（平成17年） | 30,207             | 3.1%       | 30,170             | 11.4%             |
| 2006年（平成18年） | 31,549             | 4.4%       | 32,765             | 8.6%              |
| 2007年（平成19年） | 33,805             | 7.2%       | 36,292             | 10.8%             |
| 2008年（平成20年） | 35,055             | 3.7%       | 37,844             | 4.3%              |
| 2009年（平成21年） | 35,665             | 1.7%       | 39,236             | 3.7%              |
| 2010年（平成22年） | 36,257             | 1.7%       | 41,150             | 4.9%              |
| 2011年（平成23年） | 37,964             | 4.7%       | 43,767             | 6.4%              |
| 2012年（平成24年） | 38,941             | 2.6%       | 46,400             | 6.0%              |
| 2013年（平成25年） | 39,529             | 1.5%       | 48,020             | 3.5%              |
| 2014年（平成26年） | 40,063             | 1.4%       | 49,893             | 3.9%              |
| 2015年（平成27年） | 41,244             | 2.9%       | 52,314             | 4.9%              |
| 2016年（平成28年） | 42,578             | 3.2%       | 54,658             | 4.5%              |
| 2017年（平成29年） | 44,268             | 4.0%       | 57,015             | 4.3%              |

### 各年度1日平均上車人次（1978年－2000年）
| 年度               | 都營地下鐵 | 來源              |
| ------------------ | ---------- | ----------------- |
| 1978年（昭和53年） | 1,010      | [ 東京都統計 1 ]  |
| 1979年（昭和54年） | 1,216      | [ 東京都統計 2 ]  |
| 1980年（昭和55年） | 3,195      | [ 東京都統計 3 ]  |
| 1981年（昭和56年） | 3,740      | [ 東京都統計 4 ]  |
| 1982年（昭和57年） | 4,271      | [ 東京都統計 5 ]  |
| 1983年（昭和58年） | 4,604      | [ 東京都統計 6 ]  |
| 1984年（昭和59年） | 5,030      | [ 東京都統計 7 ]  |
| 1985年（昭和60年） | 5,175      | [ 東京都統計 8 ]  |
| 1986年（昭和61年） | 5,918      | [ 東京都統計 9 ]  |
| 1987年（昭和62年） | 6,607      | [ 東京都統計 10 ] |
| 1988年（昭和63年） | 7,414      | [ 東京都統計 11 ] |
| 1989年（平成元年） | 8,918      | [ 東京都統計 12 ] |
| 1990年（平成02年） | 9,197      | [ 東京都統計 13 ] |
| 1991年（平成03年） | 9,383      | [ 東京都統計 14 ] |
| 1992年（平成04年） | 9,811      | [ 東京都統計 15 ] |
| 1993年（平成05年） | 10,055     | [ 東京都統計 16 ] |
| 1994年（平成06年） | 10,499     | [ 東京都統計 17 ] |
| 1995年（平成07年） | 10,636     | [ 東京都統計 18 ] |
| 1996年（平成08年） | 10,688     | [ 東京都統計 19 ] |
| 1997年（平成09年） | 10,482     | [ 東京都統計 20 ] |
| 1998年（平成10年） | 10,362     | [ 東京都統計 21 ] |
| 1999年（平成11年） | 10,164     | [ 東京都統計 22 ] |
| 2000年（平成12年） | 10,373     | [ 東京都統計 23 ] |

### 各年度1日平均上車人次（2001年以後）
近年1日平均上車人次推移如下表。
| 年度               | 都營地下鐵 | 營團 / 東京地下鐵 | 來源              |
| ------------------ | ---------- | ----------------- | ----------------- |
| 2001年（平成13年） | 10,751     | 未開業            | [ 東京都統計 24 ] |
| 2002年（平成14年） | 11,074     | 9,000             | [ 東京都統計 25 ] |
| 2003年（平成15年） | 13,962     | 11,352            | [ 東京都統計 26 ] |
| 2004年（平成16年） | 14,657     | 13,712            | [ 東京都統計 27 ] |
| 2005年（平成17年） | 15,104     | 15,208            | [ 東京都統計 28 ] |
| 2006年（平成18年） | 15,715     | 16,584            | [ 東京都統計 29 ] |
| 2007年（平成19年） | 16,809     | 18,393            | [ 東京都統計 30 ] |
| 2008年（平成20年） | 17,495     | 19,052            | [ 東京都統計 31 ] |
| 2009年（平成21年） | 17,835     | 19,633            | [ 東京都統計 32 ] |
| 2010年（平成22年） | 18,119     | 20,622            | [ 東京都統計 33 ] |
| 2011年（平成23年） | 18,966     | 21,959            | [ 東京都統計 34 ] |
| 2012年（平成24年） | 19,434     | 23,144            | [ 東京都統計 35 ] |
| 2013年（平成25年） | 19,730     | 24,093            | [ 東京都統計 36 ] |
| 2014年（平成26年） | 20,017     | 24,989            | [ 東京都統計 37 ] |
| 2015年（平成27年） | 20,631     | 26,180            | [ 東京都統計 38 ] |
| 2016年（平成28年） | 21,310     | 27,342            | [ 東京都統計 39 ] |
| 2017年（平成29年） | 22,153     |                   |                   |

備註
1. ↑  1978年12月21日開業。開業日起至翌年3月31日合計101日資料。
2. ↑  2003年3月19日開業。開業日起計至同年3月31日合計13日間的資料。

## 車站周邊
- 都立猿江恩賜公園
  - TIARA KOTO（日语：ティアラこうとう）（江東區江東公會堂）
- 猿江神社
- 江東區兒童會館
- 東京都立科學技術高等學校（日语：東京都立科学技術高等学校）
- 東京都立墨東特別支援學校
- 江東西稅務署
- 江東區性別平等中心（Pal City江東）
- 江東區運動會館
- 江東住吉郵便局
- 日本惠普本社
- LIXIL本店
- 東京足球俱樂部（FC東京營運公司） 本社
  - FC東京深川球場（日语：FC東京深川グランド）
- 島忠（日语：島忠）江東猿江店
- LIFE（日语：ライフコーポレーション）深川猿江店
- 四目通（日语：東京都道465号深川吾嬬町線）
- 新大橋通（日语：東京都道・千葉県道50号東京市川線）

## 可供轉乘的巴士路線
最近的巴士站是住吉站前。以下路線由東京都交通局運行。
- 錦11：往築地站前
- 錦13甲：經豐洲站往晴海埠頭
- 錦13乙：經辰巳站往深川車庫前
- 東20：經東京都現代美術館前、門前仲町往東京站丸之內北口
- 東22：經東陽町站前、門前仲町往東京站丸之內北口／往錦糸町站前
- 錦22：經東陽町站前往臨海車庫前／往錦糸町站前
- 錦28：經東大島站前／往錦糸町站前

## 其他
半藏門線是東京都政府的都市高速鐵道計劃的第11號線，原線規劃為二子玉川至蠣殼町（水天宮前），除二子玉川至澀谷為當時的東急新玉川線(即田園都市線)，其他與原規劃差不多，但差別最大是水天官前至押上的一段。水天宮前至押上的一段是於1985年的都市交通審議會的七號報告中提出的路線，並延長至千葉縣的松戶站，但東武鐵道的北千住站的流量已達到極限，所以在1993年6月營團與東武分別向運輪省申請水天官前至押上段與曳舟至押上段，以便實行直通運轉。
住吉站設有備用月台的原因是來自1972年的都市交通審議會的十五號報告書，該報告書中列出有樂町線豐洲~木場~本站~押上~龜有的支線，所以本站與豐洲站均設有備用月台。

## 相鄰車站
都營地下鐵
 新宿線

■急行
通過
■各站停車
菊川（S 12）－住吉（S 13）－西大島（S 14）
 東京地下鐵
 半藏門線
清澄白河（Z 11）－住吉（Z 12）－錦糸町（Z 13）

### 來源
地下鐵1日平均使用人數
1. ↑  .   [2016-03-08]. （原始内容存档于2016-03-04）.
2. ↑  .   [2017-05-05]. （原始内容存档于2018-02-13）.

地下鐵統計資料
1. ↑  .   [2017-05-05]. （原始内容存档于2017-07-31）.
2. ↑  .   [2019-01-11]. （原始内容存档于2016-04-01）.

東京都統計年鑑
1. ↑  .   [2019-01-11]. （原始内容存档于2015-06-29）.
2. ↑  .   [2019-01-11]. （原始内容存档于2016-03-05）.
3. ↑  .   [2019-01-11]. （原始内容存档于2016-03-05）.
4. ↑  .   [2019-01-11]. （原始内容存档于2016-03-05）.
5. ↑  .   [2019-01-11]. （原始内容存档于2015-06-29）.
6. ↑  .   [2019-01-11]. （原始内容存档于2015-06-29）.
7. ↑  .   [2019-01-11]. （原始内容存档于2015-06-29）.
8. ↑  .   [2019-01-11]. （原始内容存档于2016-03-05）.
9. ↑  .   [2019-01-11]. （原始内容存档于2016-03-05）.
10. ↑  .   [2019-01-11]. （原始内容存档于2015-06-29）.
11. ↑  .   [2019-01-11]. （原始内容存档于2016-03-05）.
12. ↑  .   [2019-01-11]. （原始内容存档于2016-03-05）.
13. ↑  .   [2019-01-11]. （原始内容存档于2016-03-05）.
14. ↑  .   [2019-01-11]. （原始内容存档于2016-03-05）.
15. ↑  .   [2017-05-05]. （原始内容存档于2013-08-15）.
16. ↑  .   [2017-05-05]. （原始内容存档于2013-02-03）.
17. ↑  .   [2017-05-05]. （原始内容存档于2013-02-03）.
18. ↑  .   [2017-05-05]. （原始内容存档于2013-02-03）.
19. ↑  .   [2017-05-05]. （原始内容存档于2013-02-03）.
20. ↑  .   [2017-05-05]. （原始内容存档于2016-03-04）.
21. ↑  平成10年PDF
22. ↑  平成11年PDF
23. ↑  .   [2017-05-05]. （原始内容存档于2016-03-04）.
24. ↑  .   [2017-05-05]. （原始内容存档于2016-03-04）.
25. ↑  .   [2017-05-05]. （原始内容存档于2017-07-29）.
26. ↑  .   [2017-05-05]. （原始内容存档于2017-07-29）.
27. ↑  .   [2017-05-05]. （原始内容存档于2017-07-29）.
28. ↑  .   [2017-05-05]. （原始内容存档于2017-07-29）.
29. ↑  .   [2017-05-05]. （原始内容存档于2017-07-29）.
30. ↑  .   [2017-05-05]. （原始内容存档于2017-07-29）.
31. ↑  .   [2017-05-05]. （原始内容存档于2017-07-29）.
32. ↑  .   [2017-05-05]. （原始内容存档于2016-03-26）.
33. ↑  .   [2017-05-05]. （原始内容存档于2016-03-27）.
34. ↑  .   [2017-05-05]. （原始内容存档于2016-03-25）.
35. ↑  .   [2017-05-05]. （原始内容存档于2016-03-27）.
36. ↑  .   [2017-05-05]. （原始内容存档于2016-03-22）.
37. ↑  .   [2017-05-05]. （原始内容存档于2017-07-30）.
38. ↑  .   [2019-01-11]. （原始内容存档于2018-11-09）.
39. ↑  .   [2019-01-11]. （原始内容存档于2019-05-02）.

## 外部連結
- 住吉 - 東京都交通局
- 住吉/Z12 | 路線・車站資訊 | 東京地下鐵